# جامعة كارباتسكي
جامعة كرباتسكي مؤسسة تعليم عالي أوكرانية، (بالأوكرانية: Карпатський університет імені Августина Волошина) هي جامعة تقع في زاكارباتيا أوبلاست، أوكرانيا. تأسست هذه الجامعة في سنة 2001